# Mandy Perryment
Mandy Perryment (* 9. Juli 1960 in London, England) ist eine britische Schauspielerin.

## Leben
Perryment begann ihre Karriere 1973 als Kinderdarstellerin; in der Folge The Death of Adolf Hitler der Serie ITV Saturday Night Theatre spielte sie Joseph Goebbels’ Tochter Helga. Ihr Spielfilmdebüt folgte 1976 in der deutsch-britischen Koproduktion Queen Gorilla, einer Parodie auf die King-Kong-Filme. Es handelte sich dabei um eine im Abspann nicht genannte Rolle als Tänzerin.
1978 trat sie als eine der leichtbekleideten Tänzerinnen in der The Benny Hill Show auf. Im darauf folgenden Jahr versuchte sie sich als Sängerin während der Disco-Welle. Die Single Do You Want My Love wurde jedoch zu keinem Erfolg und blieb die einzige Veröffentlichung unter ihrem Namen. In den 1980er Jahren erhielt sie Gastrollen in den populären Fernsehserien Der Aufpasser und Love Boat. Das deutschsprachige Kinopublikum konnte sie 1990 im Thomas-Gottschalk-Vehikel Eine Frau namens Harry als Harriett sehen; der namensgebenden Frau, die einen Pakt mit dem Teufel eingeht um zu einem Mann zu werden. 1992 stand sie neben Billy Boyle und Tommy Steele im Musical Some Like it Hot auf der Theaterbühne, eine Aufnahme hiervon wurde auf CD veröffentlicht.
Ende der 1990er Jahre beendete sie ihre Schauspielkarriere und gründete eine Künstleragentur.

## Filmografie (Auswahl)

### Film
- 1976: Queen Gorilla (Queen Kong)
- 1979: The Music Machine
- 1985: Claudia
- 1990: Eine Frau namens Harry

### Fernsehen
- 1973: Crown Court
- 1978: The Benny Hill Show
- 1980: Der Aufpasser (Minder)
- 1981: The Kenny Everett Television Show
- 1984: Love Boat (The Love Boat)
- 1988: Boon
- 1989: Romanze ohne Ende (A Fine Romance)
- 1992: Liquid Television